# Belfast and County Down Railway

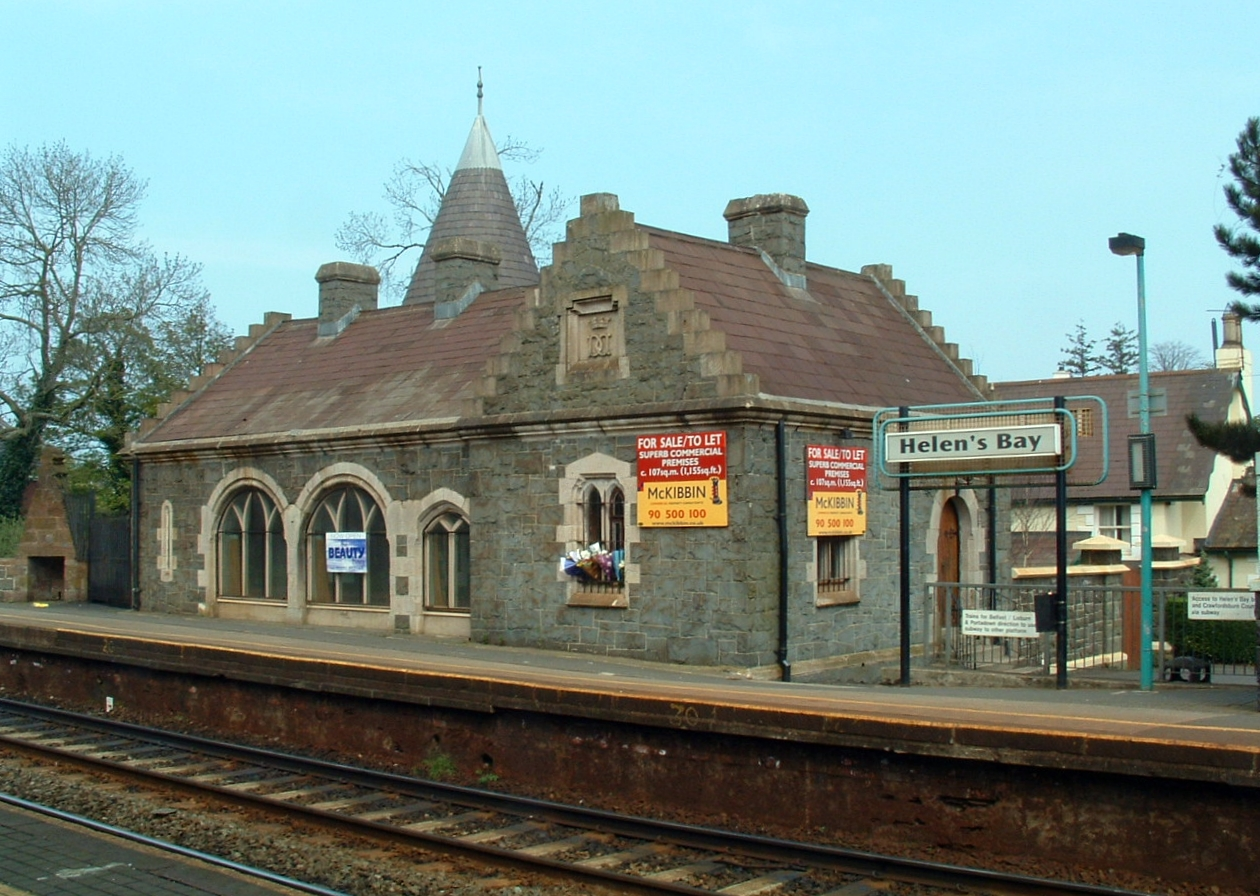
Станция Хеленс Бэй

Belfast and County Down Railway (BCDR) — бывшие ирландская (позже северо-ирландская) компания и железнодорожная сеть, связывавшая Белфаст с городами графства Даун. Компания была основана в середине XIX века и национализирована Ulster Transport Authority в 1948 году. На линиях сети использовалась ирландская колея (1600 мм). Все линии, за исключением связывающей Белфаст с Бангором, были полностью закрыты в 1950-х годах и по большей части разобраны.

## История
Компания была основана 26 июня 1846 года и открыла движении на линии между Белфастом и Холивудом 2 августа 1848 года. Эта линия была продлена до Бангора к 1 мая 1865 года, дню открытия на этом участке движения, компанией Belfast, Holywood and Bangor Railway (BHBR). BHBR позже, в 1884 году, была выкуплена BCDR. Линию на Даунпатрик компания открыла для движения 25 марта 1859 года. В 1858 году была построена ветка до Баллинахинх. Линия от Даунпатрика до Ньюкасла была открыта для движения 25 марта 1869 года компанией Downpatrick, Dundrum and Newcastle Railway, поглощённой BCDR 14 июля 1884 года. Участок до Ардгласса был построен к 1892 году. Ответвление от Ньюкестля до Каслуэллан открылось для движения 24 марта 1906 года.
BCDR обслуживала порядка 130 км путей: 2 основные линии — от Белфаста до Бангора и Даунпатрика, и 5 веток. Наибольшая протяжённость, 66 км, была у линии от Белфаста до Каслуэллан. Почти все паровозы были построены компанией Beyer-Peacock, за исключением № 2, производства Harland and Wolff. На 1948 год в собственности компании находилось 29 локомотивов. Два паровых вагона, производства Kitson & Co., были приобретены в 1905 году. Локомотивное депо находилось у вокзала компании, Белфаст Квинс-Квей, и проработало до 1950 года. Там же располагались вагонные мастерские, открывшиеся в 1886 году, и последние вагоны для компании были построены в 1923 году.
Движение поездов осуществлялось по маршрутам: Белфаст(Квинс-Квей) — Бангор, Белфаст(Квинс-Квей) — Комбер, Комбер — Даунпатрик, Комбер — Баллинахинх, Комбер — Донахади, Даунпатрик — Ардгласс, Даунпатрик — Ньюкестль — Каслуэллан

### Пароходы
В собственности компании было несколько пароходов, на которых она осуществляла пассажирские перевозки между Белфастом и Ларном с 1893 года по 1918 год. Среди принадлежавших BCDR следующие пароходы:
- Bangor Castle — водоизмещение 246 тонн, год постройки 1866, приобретён в 1893 году, продан в 1894 году.
- Erin — водоизмещение 259 тонн, год постройки 1864, приобретён в 1893 году, с постройки и до приобретения ходил на этом же маршруте, порезан на металлолом 1894 году.
- Erin’s Isle — водоизмещение 633 тонн, год постройки 1912, в 1915 году был реквизирован и использовался, как миноносец, порезан на металлолом 1918 году.
- Slieve Bearnagh — водоизмещение 383 тонн, год постройки 1894, продан в 1912 году.
- Slieve Donard — водоизмещение 341 тонн, год постройки 1893, продан в 1899 году.

### Национализация и закрытие
В 1946 году стормонтское правительство объявило о необходимости единого управления всем транспортом в Северной Ирландии и в соответствии с Северо-Ирландским Транспортным Законом 1948 года национализировало железные дороги. К 1 октября 1948 года железнодорожная сеть Belfast and County Down Railway полностью перешла под управление Ulster Transport Authority(UTA).
К 15 января 1950 года движение от Комбера до Ньюкестля, по ветке на Балинахинх и от Даунпатрика до Ардгласс было прекращено с разрешения Northern Ireland Transport Tribunal от 15 декабря 1949 года. Движение на Донахади прекратилось 22 апреля 1950 года. Движение на участке от Ньюкестля до Каслуэллан сохранялось до 1 мая 1955 года и обеспечивалось поездами Great Northern Railway Board от Банбриджа. После закрытия последних двух действовавших южных участков этой сети движение сохраняется только на линии между Белфастом и Бангором.
На момент поглощения UTA, в собственности компании было 29 локомотивов, 181 пассажирский вагон и 25 самоходных вагонов, 629 грузовых вагонов, большинство из которых были либо крытыми, либо полувагонами, но в том числе и 6-колёсные цистерны для рыбы, и 54 специальных вагонов и подвижных средств.

## Downpatrick & County Down Railway
Downpatrick & County Down Railway — некоммерческое общество и обслуживаемая ими северо-ирландская историческая железная дорога на восстановленном участке линии BCDR у Даунпатрика. Их усилиями восстановлен до рабочего состояния пассажирский вагон BCDR № 148 и восстанавливаются некоторые другие. Кроме того им переданы вагоны в различном состоянии, принадлежавшие ирландским железнодорожным компаниям, в том числе и грузовые, наиболее сохранившиеся из которых экспонируются в открытом музее. Так же в их собственности, или размещаемые у них, находятся и обслуживаются несколько локомотивов и специальных вагонов или подвижных средств, среди которых, паровой кран, автомотриса, инспекционная автодрезина и рельсовый автобус.

## The Comber Greenway
На участке линии от Белфаста до Комбер в 2000-х годах была оборудована пешеходная и велодорога протяжённостью 11 км, получившая название The Comber Greenway.